# جنوبگان (فیلم ۱۹۸۳)
جنوبگان (انگلیسی: Antarctica) فیلمی به کارگردانی کوریوشی کوراهارا که در سال ۱۹۸۳ منتشر شد. از بازیگران آن می‌توان به کن تاکاکورا، ماساکو ناتسومه، و کویچی ساتو اشاره کرد.